# Impatiens nivea
Impatiens nivea är en balsaminväxtart som beskrevs av Schlechter. Impatiens nivea ingår i släktet balsaminer, och familjen balsaminväxter. Inga underarter finns listade i Catalogue of Life.